# Église de l'Assomption de Memmingen
L'église de l'Assomption est une église catholique d'architecture contemporaine à Memmingen.

## Histoire

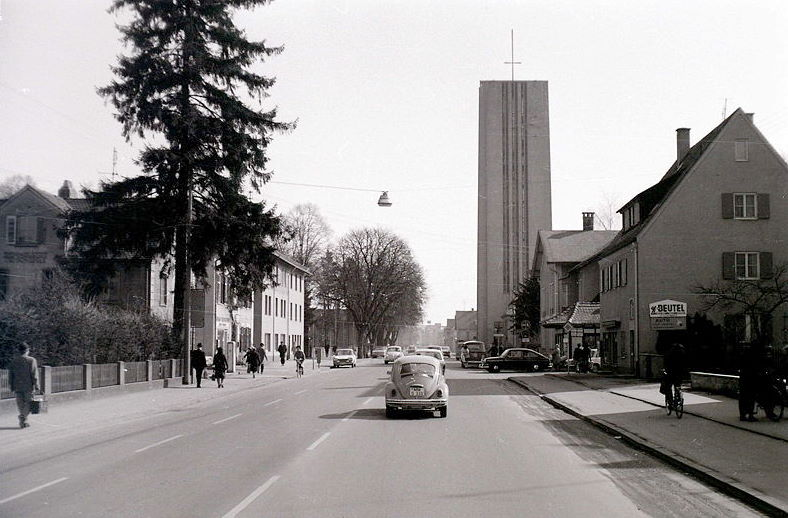
L'église dans les années 1960

Après la Seconde Guerre mondiale, 7 000 réfugiés de guerre et 1 000 émigrés baltes arrivent à Memmingen. La plupart sont hébergés à l'est de la ville. La construction d'une nouvelle église catholique semble nécessaire. La première pelletée est faite le 11 octobre 1954. La première pierre est posée le 30 avril 1955 par l'évêque d'Augsbourg Joseph Freundorfer (de). Il consacre l'église après son achèvement le 18 novembre 1956. L'architecte est Thomas Wechs.

## Architecture
L'église, située dans l'Augsburger Straße, est connue pour son clocher de 48,5 m de hauteur (58,5 m avec la croix à son sommet). À la base du clocher se trouve un monument aux morts de la guerre, une piéta d'Andreas Bindl (de).

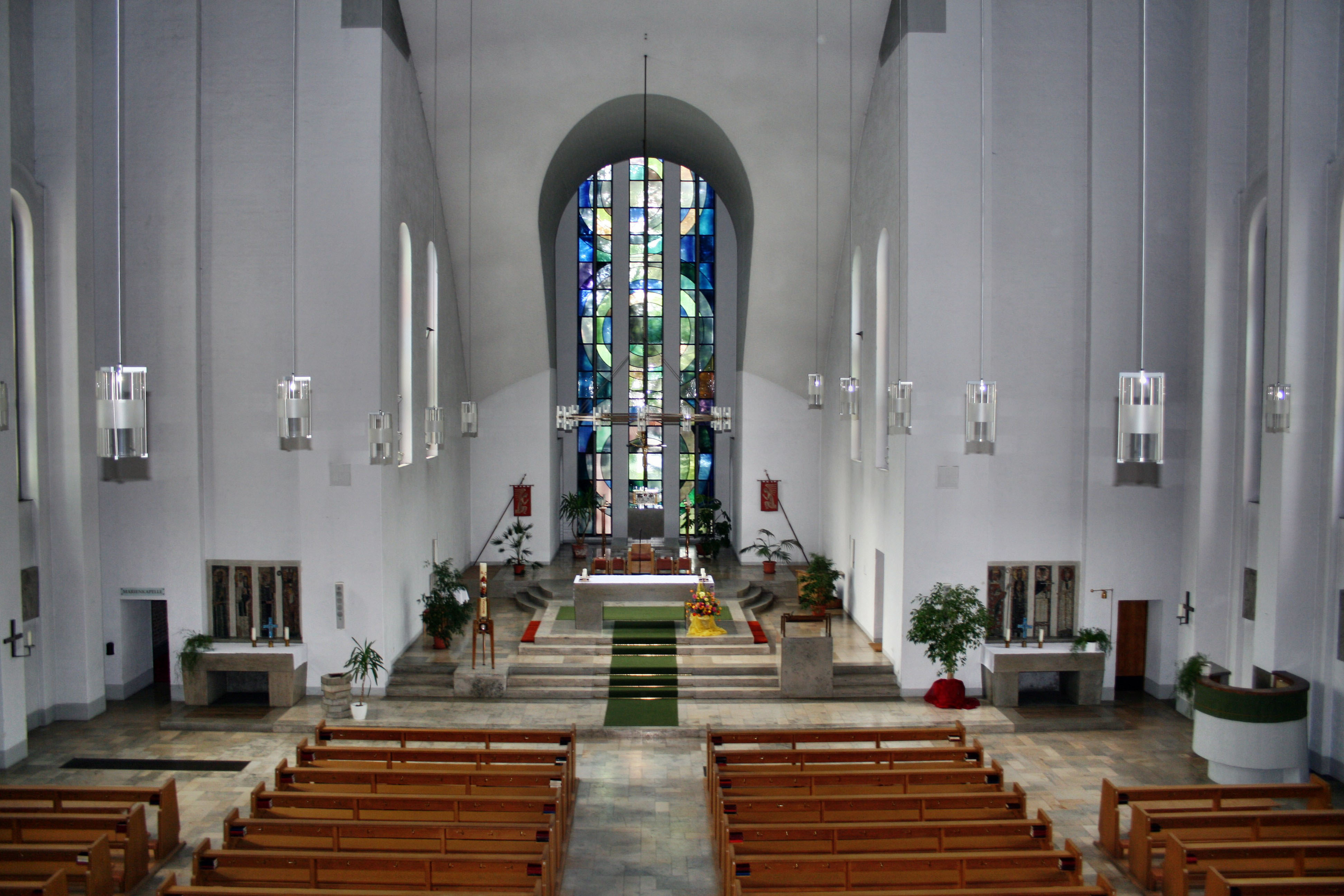
Intérieur de l'église

L'espace quadrilatère s'étend d'est en ouest par deux grands arcs en béton armé d'une envergure maximale de 42,50 m et de 18 m de haut. L'église est rénovée en 1974, les murs en brique sont plâtrés ; dans le cadre de la réforme liturgique, un ambon est mis devant l'autel. La sacristie est sur le côté sud du chœur tandis qu'au nord, il y a la chapelle Sainte-Marie conçue par Josef Henselmann. Au-dessus de l'autel, il y a un chandelier à douze bougies qui représentent les douze sommets de la ville de Jérusalem. Discrètement derrière l'autel, le tabernacle est une représentation de la Cène par Therese Hössle-Seidel.

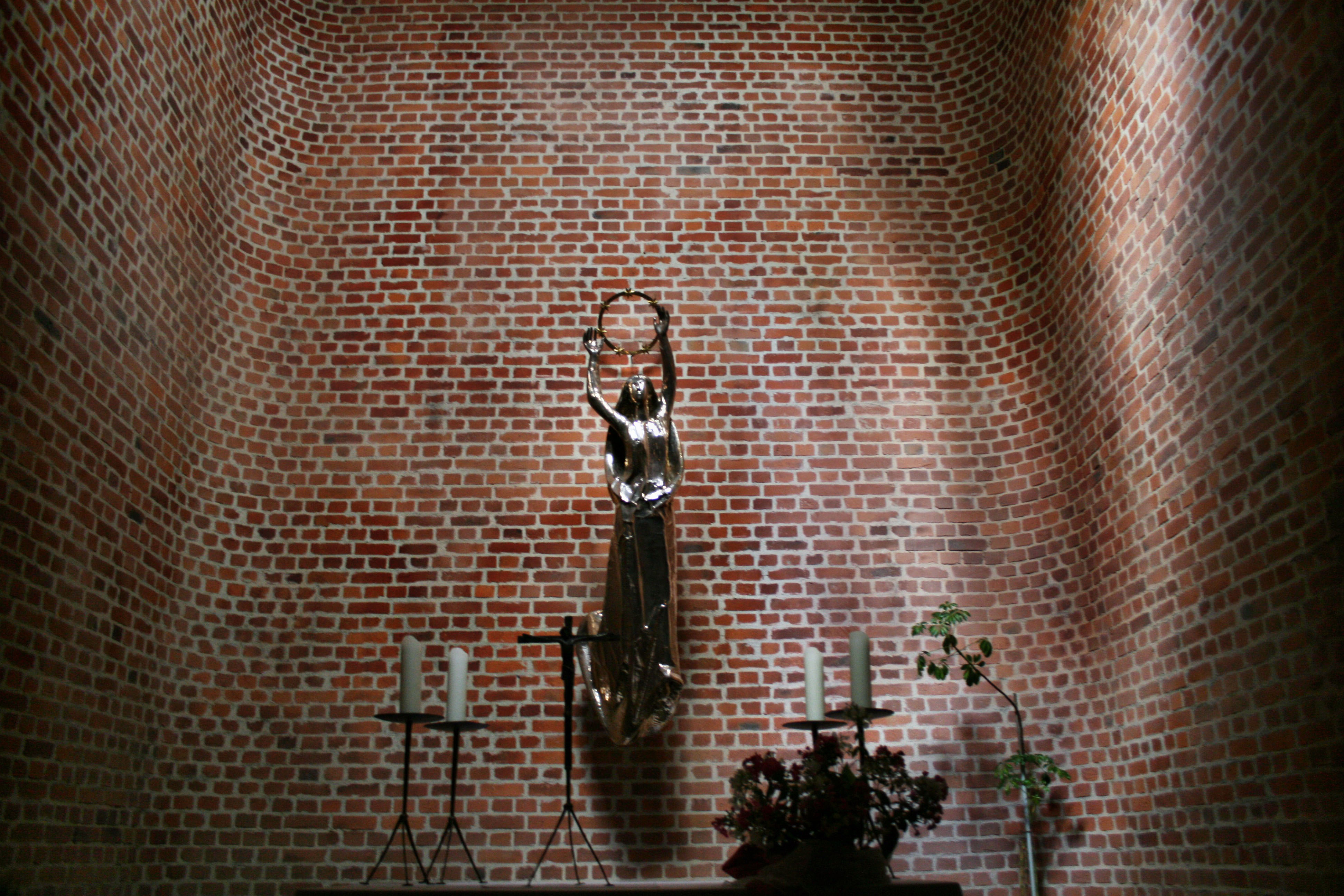
La chapelle Sainte-Marie

L'autel sur le côté est l'œuvre de Georg Bernhard, un artiste d'Augsbourg. Huit saints, quatre de chaque côté, sont représentés en mosaïque : Joseph, Anne, Jude Thaddée, Nicolas d'un côté, de l'autre Pie X, Nicolas de Flue, Jean Népomucène, Edwige de Silésie.
Les piliers de l'orgue sont une reproduction de statues du sculpteur médiéval Ivo Strigel (de). À droite de l'autel, se trouve une Vierge de miséricorde du XVIe siècle, d'origine autrichienne. Près de l'orgue, il y a une statue de Saint Antoine de Padoue.

## L'orgue

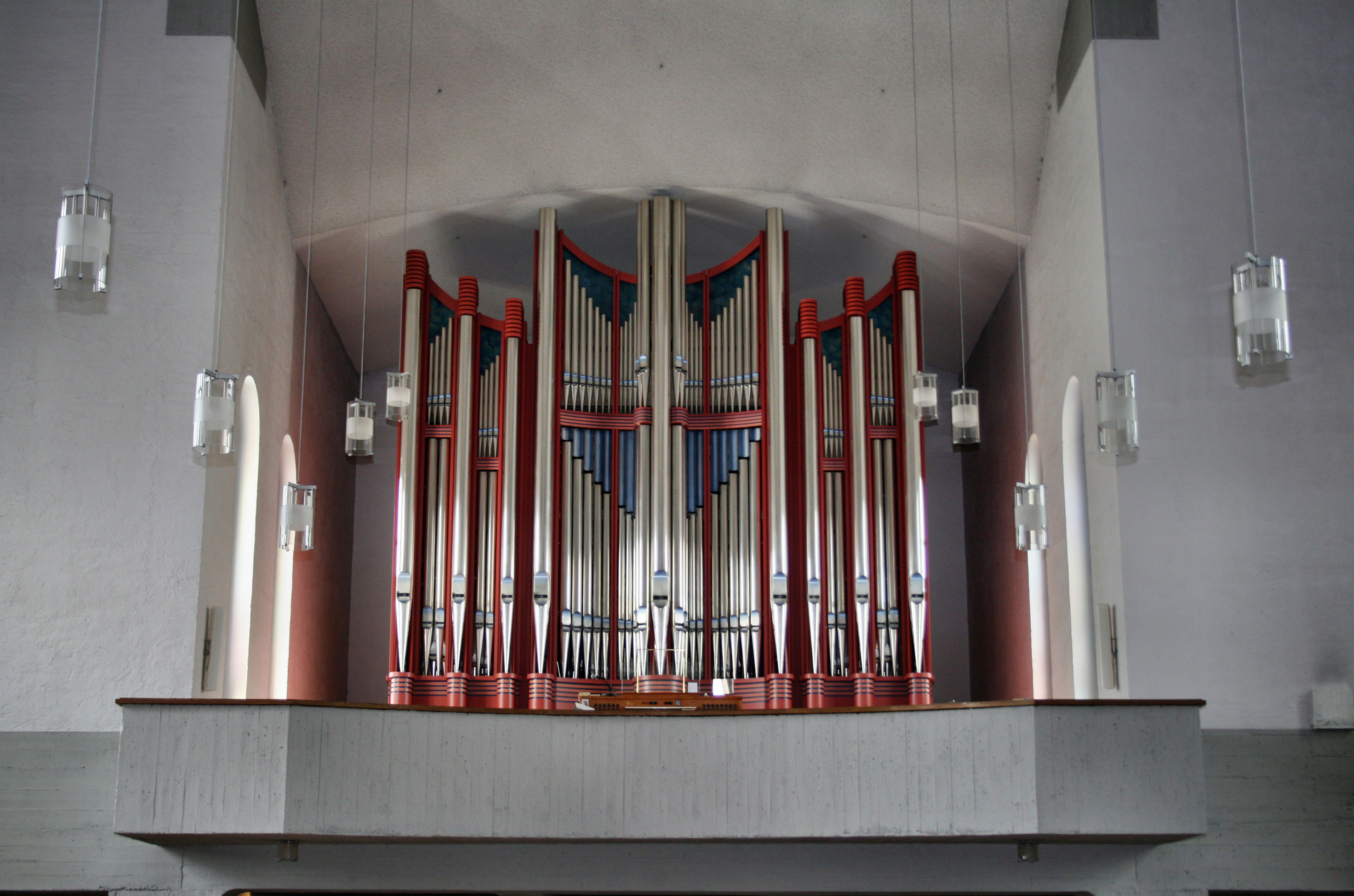
L'orgue Rieger.

L'orgue commandé à la manufacture Rieger est construit en 2004. L'instrument dispose de 45 registres sur trois claviers et un pédalier. La traction du jeu est mécanique, celle du registre est électrique.
| I Hauptwerk C–a3 |      |
| Bourdon          | 16'  |
| Principal        | 8'   |
| Gedackt          | 8'   |
| Flûte harm.      | 8'   |
| Octave           | 4'   |
| Blockflöte       | 4'   |
| Quinte           | 2/3' |
| Superoctave      | 2'   |
| Mixtur IV        | 1/3' |
| Cornet V         | 8'   |
| Trompete         | 8'   |

| II Positif C–a3 |       |
| Holzgedackt     | 8'    |
| Salicional      | 8'    |
| Principal       | 4'    |
| Rohrflöte       | 4'    |
| Quinte          | 2/3'  |
| Flachflöte      | 2'    |
| Terz            | 13/5' |
| Larigot         | 1/3'  |
| Scharff IV      | 1'    |
| Krummhorn       | 8'    |
| Tremulant       |       |

| III Expression C–a3 |       |
| Geigenprincipal     | 8'    |
| Bourdon             | 8'    |
| Gamba               | 8'    |
| Voix céleste        | 8'    |
| Flûte               | 4'    |
| Fugara              | 4'    |
| Nazard              | 2/3'  |
| Flûte               | 2'    |
| Tierce              | 13/5' |
| Plein Jeu V         | 2'    |
| Basson              | 16'   |
| Trompette harm.     | 8'    |
| Hautbois            | 8'    |
| Clairon harm.       | 4'    |
| Voix humaine        | 8'    |
| Tremulant           |       |

| Pédalier C–f1 |     |
| Untersatz     | 32' |
| Principal     | 16' |
| Subbaß        | 16' |
| Octavbaß      | 8'  |
| Cello         | 8'  |
| Gedackt       | 8'  |
| Choralbaß     | 4'  |
| Fagott        | 16' |
| Posaune       | 8'  |

- Accouplement: II/I, III/I, III/II, I/P, II/P, III/P